# ウェストミンスター条約 (1756年)
ウェストミンスター条約（ウェストミンスターじょうやく、英語: Treaty of Westminster, ドイツ語: Konvention von Westminster）は、1756年1月16日、ロンドンのウェストミンスターにおいてグレートブリテン王国のジョージ2世とプロイセン王国のフリードリヒ2世の間で締結された中立条約。
イギリスがフランスによるハノーファー侵攻を恐れたことが条約締結につながった。条約により、両国は外国軍のドイツ領通過を防ぐことを約束した。
この条約は外交革命の一部であった。